# Paderborner Domchor
Der Paderborner Domchor ist der Knabenchor an der Hohen Domkirche in Paderborn und der älteste der inzwischen vier Chöre am Paderborner Dom. Im 19. Jahrhundert wiedergegründet, setzt er die Tradition des Chorgesanges an der Paderborner Bischofskirche fort.

## Geschichte
Seine Geschichte geht zurück auf die Gründungsjahre des Bistums Paderborn. Schon zu Beginn des 9. Jahrhunderts könnte ein Chor existiert haben. Kantoren werden zu Beginn des 13. Jahrhunderts genannt. Chormusik hat mit der kirchlichen Liturgie durchgängig im Paderborner Dom bestanden. Im 19. Jahrhundert fand durch den Allgemeinen Cäcilien-Verband für Deutschland eine kirchenmusikalische Restaurationsbewegung statt. Der 1889 als vierstimmiger Knabenchor neugegründete Chor besteht organisatorisch bis heute fort.

## Der Chor heute
Der Chor aus Knaben- (Sopran und Alt) und Männerstimmen gestaltet die Pontifikalämter an den hohen Festtagen und im Wechsel mit den anderen Chören am Dom (Mädchenkantorei am Hohen Dom, Domkantorei, Schola Gregoriana) die sonntäglichen Kapitelsämter.
In jedem Jahr bildet der Domkapellmeister ca. 20 Jungen im Alter von 8–9 Jahren zu Sängerknaben aus. In dieser ca. einjährigen Vorschulzeit erfahren die Jungen über ihre Stimme, über allgemeine Musiklehre und über die Liturgie im Hohen Dom. Danach werden die Sängerknaben in den eigentlichen Chor aufgenommen. Die erwachsenen Chormitglieder (Tenor und Bass) sind ehemalige Sängerknaben.
Die zwei bis drei wöchentlichen Proben finden im 2009 zum „Haus der Dommusik“ umgebauten Johannes-Hatzfeld-Haus auf der Nordseite des Domes statt.
Neben den Gottesdiensten gestaltet der Chor regelmäßig Konzerte im Paderborner Dom und in Kirchen des Erzbistums Paderborn. Das Weihnachtskonzert des Domchores ist eine feste Größe im Kulturleben Paderborns.
Das Repertoire umfasst Musik  von Messordinarien und Motetten aller Epochen und nicht zuletzt  Gregorianischen Gesang.
In seinen Konzerten nimmt sich der Chor auch regelmäßig oratorischer Werke an. (J. Haydn: „Die Schöpfung“, J.S. Bach: „Weihnachtsoratorium“, L. Bernstein: „Chichester Psalms“.)

## Konzertreisen
Unter Domkapellmeister Theodor Holthoff begann der Chor in den 1980er Jahren mit regelmäßigen Konzertreisen ins Ausland. Konzertreisen führten den Chor  nach Rom, nach Le Mans, Wien und 1984 nach Kanada. In den letzten Jahren waren die Ziele Malta (2009), Rom (2013) und Frankreich (2014). Im Oktober 2015 besuchte der Domchor die USA mit Konzerten und Auftritten in New York (St. Patrick´s Cathedral, Manhattan), Washington und Atlanta.
Der Chor ist Mitglied des Pueri-Cantores-Chorverbandes und nahm an den  Deutschen Chorfesten des Verbandes in Münster (2008), Würzburg (2011) und Trier(2015) teil.

## Paderborner Domkapellmeister
Domkapellmeister des Paderborner Domchores waren in den letzten Jahren
- Theodor Holthoff (1972–2007)
- Thomas Berning (seit 2007)